# Sture Pettersson
Sture Pettersson (né le 30 septembre 1942 à Vårgårda et mort le 26 juin 1983 à Lo (sv)) est un coureur cycliste suédois. Il a notamment été trois fois champion du monde du contre-la-montre par équipes avec ses frères Tomas, Erik et Gösta, en 1967, 1968 et 1969. Il a également été médaillé olympique dans cette discipline aux Jeux de 1964 et de 1968. Il a ensuite été professionnel de 1970 à 1972. Au sein de l'équipe italienne Ferretti, il a été l'un des équipiers de son frère Gösta lors de sa victoire au Tour d'Italie 1971.

## Palmarès
- 1961
  - Champion des Pays nordiques sur route juniors
  - Champion des Pays nordiques du contre-la-montre par équipes juniors (avec Christer Fagerhäll, Erik Pettersson et Larson)
- 1963
  - Champion des Pays nordiques du contre-la-montre par équipes (avec Stig Blom, Gösta Pettersson et Bengt Lager)
  - Östgötaloppet
  - 6e du championnat du monde du contre-la-montre par équipes
- 1964
  -  Médaillé de bronze du contre-la-montre par équipes des Jeux olympiques
- 1965
  -  Champion de Suède du contre-la-montre
  -  Champion de Suède du relais (avec Tomas Pettersson et Erik Pettersson)
  - 2e du championnat de Suède sur route
- 1966
  - Champion des Pays nordiques du contre-la-montre par équipes (avec Gösta Pettersson, Erik Pettersson et Tomas Pettersson)
  -  Champion de Suède du contre-la-montre par équipes (avec Gösta Pettersson et Erik Pettersson)
  - 6e du championnat du monde du contre-la-montre par équipes
- 1967
  -  Champion du monde du contre-la-montre par équipes (avec Tomas Pettersson, Erik Pettersson et Gösta Pettersson)
  - Champion des Pays nordiques du contre-la-montre par équipes (avec Gösta Pettersson, Erik Pettersson et Tomas Pettersson)
  -  Champion de Suède du contre-la-montre par équipes (avec Gösta Pettersson et Erik Pettersson)
- 1968
  -  Champion du monde du contre-la-montre par équipes (avec Tomas Pettersson, Erik Pettersson et Gösta Pettersson)
  - Champion des Pays nordiques du contre-la-montre par équipes (avec Gösta Pettersson, Erik Pettersson et Tomas Pettersson)
  -  Champion de Suède du contre-la-montre par équipes (avec Gösta Pettersson et Erik Pettersson)
  -  Médaillé d'argent du contre-la-montre par équipes des Jeux olympiques
  - 3e du Grand Prix d'Annaba
- 1969
  -  Champion du monde du contre-la-montre par équipes (avec Tomas Pettersson, Erik Pettersson et Gösta Pettersson)
  -  Champion de Suède du contre-la-montre par équipes (avec Gösta Pettersson et Erik Pettersson)

## Résultats sur les grands tours

### Tour d'Italie
2 participations
- 1970 : 77e
- 1971 : 51e